# Guri
Guri (kor. 구리시) – miasto w Korei Południowej, w prowincji Gyeonggi. Leży na wschód od stolicy kraju - Seulu. Nazwa Guri oznacza dziewięć wsi („gu” - dziewięć, „ri” - wieś).

W centrum miasta znajduje się tradycyjny rynek Toldari. Guri jest połączone ze stolicą koleją (Jungang Line) oraz linią autobusową. Na zachodzie miasta przebiegają bogate w turystyczne szlaki góry Acha San wraz z ruinami fortec jednego z historycznych królestw koreańskich - Baekje. Na południu miasta przebiega szlak rowerowy parku rzeki Han. Na obrzeżach miasta znajdują się grobowce władców dawnych państw koreańskich - Goguryeo oraz Joseon. Prawie 40% miasta zajmują lasy, uprawy ryżu 9%, inne pola uprawne 17%. Temperatura waha się od -5 °C w styczniu do 25 °C w lipcu.

## Urodzeni w Guri
- BoA – piosenkarka, aktorka oraz modelka koreańska.
- Xiumin – członek zespołu EXO
- Jihyo - piosenkarka, członkini TWICE

## Miasta partnerskie
- Calamba, Filipiny
- Carrollton, Stany Zjednoczone